# Cucullia nocturnalis
Cucullia nocturnalis là một loài bướm đêm trong họ Noctuidae.